# Tipula fragilina
Tipula fragilina är en tvåvingeart som beskrevs av Alexander 1919. Tipula fragilina ingår i släktet Tipula och familjen storharkrankar. Inga underarter finns listade i Catalogue of Life.